# Ліз Мітчелл
Елізабет Ребекка «Ліз» Мітчелл (англ. Elizabeth Rebecca "Liz" Mitchell; нар.12 липня 1952, Кларендон, Ямайка) — британська співачка, колишня ведуча солістка та співавтор пісень німецької диско-поп-групи Boney M.
16 квітня 2010 року у Києві відбулася прес-конференція, присвячена унікальному проекту: Ліз Мітчелл (солістка Boney M) і "РадіоБенд Олександра Фокіна" на одній сцені в Києві.
18 лютого 2013 року в київському Палаці спорту відбувся перший етап євангелізаційного туру Ліз Мітчелл Конццерт  зібрав більше 5000 глядачів.